# Vladimir Djadjun
Vladimir Sergeevič Djadjun (in russo Владимир Сергеевич Дядюн?, traslitterazione anglosassone: Vladimir Sergeyevich Dyadyun; Omsk, 12 luglio 1988) è un ex calciatore russo, di ruolo attaccante.

## Palmarès

### Club
- Coppa di Russia: 1

Rubin: 2011-2012
- Supercoppa di Russia: 1

Rubin: 2013